# Греттон, Джон
Джон Греттон младший (англ. John Gretton, Jr.; 1 сентября 1867, Newton Solney, Дербишир — 2 июня 1947, Мелтон-Мобрей, Лестершир) — британский политик и яхтсмен, двукратный чемпион летних Олимпийских игр 1900.
На Играх на яхте Scotia соревновался в классе яхт водоизмещением 0,5—1 тонны и в свободном классе. Обе эти гонки его команда выиграла, и Греттон стал двукратным чемпионом Игр.